# Čukafest
Čukafest je beogradski muzički festival revijalnog karaktera, koji se organizuje u Kulturnom centru Čukarica. Festival je prvi put organizovan 2015. godine kao projekat umetničkog udruženja Jet Clock, u saradnji sa KC Čukarica, Sokoj i OFPS. Festival za cilj ima da afirmiše domaće izvođača džez, rok i klasične muzike, kao i raznolikost muzičkih pravaca. Ulaz je besplatan svake godine. 
Svake godine se skupljaju i zimske stvari za decu iz svratišta, tako da Čukafest ima i humanitarnu notu.

## Izvođači na festivalu
Neki od gostiju festivala bili su:
- Nemanja Crnatović
- Marijana Radosavljević
- Vasil Hadžimanov bend
- Deca loših muzičara
- Aleksandar Jovanović Šljuka
- Ljubiša Jovanović
- Zoran Anić
- Nenad Utješinović
- Hipnagoga slike
- Oskar Antoli kvartet
- Ognjen Grčak
- Alhambra
- hor
- Sensartika
- Duo gitara Pecović - Kanački
- Goran Vučetić trio
- Duo Mućkalica
- Dragan Inić - Inke
- Vladimir Samardžić kvartet
- Aleksandar Hadži-Đorđević
- trio
- Maks Kočetov duo
- Duo Skica